# ハーバード・クラシクス
『ハーバード・クラシクス』（The Harvard Classics）は、ハーバード大学元学長チャールズ・エリオット (C. W. Eliot) によって選ばれた50からなるアンソロジー。1909年に初めて出版され、当初「エリオット博士の5フィートの本棚」と題されていた。かつてエリオットが労働者の集会で「5フィートの長さの本棚に収まる程度の古典を毎日15分読書し、読み終えるなら、それは立派な教養」と述べたことから出版社が企画し、15年間で35万セットを売り上げた。
| 第1巻: フランクリン、ウールマン、ペン | 第1巻: フランクリン、ウールマン、ペン            |
| --- | ------------------------------------------------ |
| フランクリン自伝 | ベンジャミン・フランクリン                       |
| ジャーナル (The Journal of John Woolman)                                                                                                 | ジョン・ウールマン (John Woolman)                |
| フルーツ・オブ・ソリチュード (Fruits of Solitude)                                                                                        | ウィリアム・ペン                                 |
| 第2巻: プラトン、エピクテトス、マルクス・アウレリウス                                                                                    |                                                  |
| ソクラテスの弁明 パイドン クリトン | プラトン                                         |
| 金言 (The Golden Sayings) | エピクテトス                                     |
| 自省録 | マルクス・アウレリウス                           |
| 第3巻: ベーコン、ミルトン、トーマス・ブラウン                                                                                            |                                                  |
| エッセイと民衆と道徳 (Essays, Civil and Moral) ニュー・アトランティス                                                                    | フランシス・ベーコン                             |
| 言論・出版の自由 アレオパジティカ 教育に関する論文 (Tractate of Education)                                                               | ジョン・ミルトン                                 |
| レリギオ・メディキ／医師の信仰 (Religio Medici)                                                                                          | トーマス・ブラウン                               |
| 第4巻: イギリスの全詩集、ミルトン |                                                  |
| イギリスの全詩集 (Complete poems written in English)                                                                                     | ジョン・ミルトン                                 |
| 第5巻: エッセイとイギリスの特徴、エマーソン                                                                                              |                                                  |
| エッセイ (Essays) イギリスの特徴 (English Traits)                                                                                        | ラルフ・ワルド・エマーソン                       |
| 第6巻: 詩と歌、バーンズ |                                                  |
| 詩と歌 (Poems and songs) | ロバート・バーンズ                               |
| 第7巻: 聖アウグスティヌスの告白、キリストに倣いて                                                                                        |                                                  |
| 告白 | 聖アウグスティヌス                               |
| キリストに倣いて | トマス・ア・ケンピス                             |
| 第8巻: 9つのギリシャの演劇 |                                                  |
| アガメムノーン コエーポロイ／供養する女たち エウメニデス／慈しみの女神たち 縛られたプロメテウス                                          | アイスキュロス                                   |
| オイディプス王 アンティゴネ | ソポクレス                                       |
| ヒッポリュトス バッコスの信女 | エウリピデス                                     |
| 蛙 | アリストパネス                                   |
| 第9巻: キケロとプリニウスの書簡 |                                                  |
| 友情について (On Friendship) 大カトー・老年について                                                                                      | キケロ                                           |
| プリニウス書簡 (Letters) | 小プリニウス                                     |
| 第10巻: 国富論、アダム・スミス |                                                  |
| 国富論 | アダム・スミス                                   |
| 第11巻: 種の起源、ダーウィン |                                                  |
| 種の起源 | チャールズ・ダーウィン                           |
| 第12巻: プルタルコスの対比列伝 |                                                  |
| 対比列伝 | プルタルコス                                     |
| 第13巻: アエネーイス、ウェルギリウス |                                                  |
| アエネーイス | ウェルギリウス                                   |
| 第14巻: ドン・キホーテ第一部、ミゲル・デ・セルバンテス                                                                                   |                                                  |
| ドン・キホーテ第一部 | ミゲル・デ・セルバンテス                         |
| 第15巻: 天路歴程、ダンとハーバート、バニヤン、ウォルトン                                                                                 |                                                  |
| 天路歴程 | ジョン・バニヤン                                 |
| ダンとハーバート (The Lives of Donne and Herbert)                                                                                        | アイザック・ウォルトン                           |
| 第16巻: 千夜一夜物語 |                                                  |
| 千夜一夜物語 |                                                  |
| 第17巻: 民間伝承と寓話、イソップ、グリム、アンデルセン                                                                                   |                                                  |
| イソップ寓話 | イソップ                                         |
| グリム童話 | グリム兄弟                                       |
| アンデルセン童話 (Tales) | ハンス・クリスチャン・アンデルセン               |
| 第18巻: 現代のイギリスの喜劇 |                                                  |
| すべて恋ゆえに (All for Love) | ジョン・ドライデン                               |
| 悪口学校 (The School for Scandal) | リチャード・ブリンズリー・シェリダン             |
| 負けるが勝ち (She Stoops to Conquer) | オリヴァー・ゴールドスミス                       |
| チェンチ (The Cenci) | パーシー・ビッシュ・シェリー                     |
| 家門の恥 (A Blot in the Scutcheon) | ロバート・ブラウニング                           |
| マンフレッド | ジョージ・ゴードン・バイロン                     |
| 第19巻: ファウスト、エグモント、etc. フォースタス博士、ゲーテ、マーロウ                                                                  |                                                  |
| ファウスト第一部 エグモント (Egmont) ヘルマンとドロテーア                                                                                | ゲーテ                                           |
| フォースタス博士 | クリストファー・マーロウ                         |
| 第20巻: 神曲、ダンテ |                                                  |
| 神曲 | ダンテ・アリギエーリ                             |
| 第21巻: 婚約者 |                                                  |
| 婚約者／いいなづけ―17世紀ミラーノの物語 (I Promessi Sposi)                                                                               | アレッサンドロ・マンゾーニ                       |
| 第22巻: オデュッセイア、ホメーロス |                                                  |
| オデュッセイア | ホメーロス                                       |
| 第23巻: 帆船航海記、デイナ |                                                  |
| 帆船航海記 (Two Years Before the Mast)                                                                                                   | リチャード・ヘンリー・デイナ                     |
| 第24巻: フランス革命の省察、バーク |                                                  |
| オン・テイスト (On Taste) 崇高と美の観念の起原 (On the Sublime and Beautiful) フランス革命の省察 閣下への手紙 (A Letter to a Noble Lord) | エドマンド・バーク                               |
| 第25巻: 自伝、エッセイと演説、J・S・ミル、T・カーライル                                                                                  |                                                  |
| 自伝 (Autobiography) 自由論 | ジョン・スチュアート・ミル                       |
| キャラクタリスティクス (Characteristics) エジンバラでの就任演説 (Inaugural Address at Edinburgh) ウォルター・スコット                    | トーマス・カーライル                             |
| 第26巻: ヨーロッパの劇 |                                                  |
| 人生は夢 (Life Is a Dream) | ペドロ・カルデロン・デ・ラ・バルカ               |
| ポリウクト (Polyeucte) | ピエール・コルネイユ                             |
| フェードル | ジャン・ラシーヌ                                 |
| タルチュフ | モリエール                                       |
| ミンナ・フォン・バルンヘルム (Minna von Barnhelm)                                                                                        | ゴットホルト・エフライム・レッシング             |
| ウィリアム・テル | フリードリヒ・フォン・シラー                     |
| 第27巻: イギリスのエッセイ (シドニー～マコーリー)                                                                                        |                                                  |
| The Defense of Poesy | Sir Philip Sidney                                |
| On Shakespeare | Ben Jonson                                       |
| Of Agriculture | Abraham Cowley                                   |
| Westminster Abbey | ジョゼフ・アディソン                             |
| The Spectator Club | Sir Richard Steele                               |
| Hints Towards an Essay on Conversation                                                                                                   | Jonathan Swift                                   |
| The Shortest-Way with the Dissenters | Daniel Defoe                                     |
| Life of Addison, 1672–1719 | サミュエル・ジョンソン                           |
| Of the Standard of Taste | David Hume                                       |
| Fallacies of Anti-Reformers | Sydney Smith                                     |
| On Poesy or Art | Samuel Taylor Coleridge                          |
| Of Persons One Would Wish to Have Seen                                                                                                   | William Hazlitt                                  |
| Deaths of Little Children | Leigh Hunt                                       |
| On the Tragedies of Shakspere | Charles Lamb                                     |
| Levana and Our Ladies of Sorrow | Thomas De Quincey                                |
| A Defence of Poetry | Percy Bysshe Shelley                             |
| Machiavelli | Thomas Babington Macaulay                        |
| 第28巻: エッセイ (イギリス人とアメリカ人)                                                                                                |                                                  |
| 第29巻: ビーグル号航海記、ダーウィン |                                                  |
| ビーグル号航海記 | チャールズ・ダーウィン                           |
| 第30巻: ファラデー、ヘルムホルツ、ケルビン、ニューカム                                                                                   |                                                  |
| (The Forces of Matter and The Chemical History of a Candle)                                                                              | マイケル・ファラデー                             |
| (On the Conservation of Force and Ice and Glaciers)                                                                                      | ヘルマン・フォン・ヘルムホルツ                   |
| (The Wave Theory of Light and The Tides)                                                                                                 | ケルヴィン卿                                     |
| 宇宙の広がり (The Extent of the Universe)                                                                                                | サイモン・ニューカム                             |
| 地理学の革命 (Geographical Evolution) | アーチボルド・ゲイキー (Sir Archibald Geikie)    |
| 第31巻: 自叙伝、ベンヴェヌート・チェッリーニ                                                                                             |                                                  |
| チェッリーニ自伝 | ベンヴェヌート・チェッリーニ                     |
| 第32巻: 文学と哲学のエッセイ |                                                  |
| エセー | ミシェル・ド・モンテーニュ                       |
| (Montaigne and What is a Classic?) | シャルル＝オーギュスタン・サント＝ブーヴ         |
| (The Poetry of the Celtic Races) | エルネスト・ルナン                               |
| 人類の教育 (The Education of the Human Race)                                                                                             | ゴットホルト・エフライム・レッシング             |
| (Letters upon the Aesthetic Education of Man)                                                                                            | フリードリヒ・フォン・シラー                     |
| 人倫の形而上学の基礎づけ | イマヌエル・カント                               |
| バイロンとゲーテ (Byron and Goethe) | ジュゼッペ・マッツィーニ                         |
| 第33巻: 旅行記 |                                                  |
| 『歴史』のエジプトに関する記述 | ヘロドトス                                       |
| ゲルマニア | タキトゥス                                       |
| (Sir Francis Drake Revived) | フィリップ・ニコルス (Philip Nichols)            |
| (Sir Francis Drake's Famous Voyage Round the World)                                                                                      | フランシス・プレティー (Francis Pretty)          |
| (Drake's Great Armada) | ウォルター・ビゲス船長 (Captain Walter Bigges)   |
| ハンフリー・ギルバートのニューファンドランドへの旅 (Sir Humphrey Gilbert's Voyage to Newfoundland)                                       | エドワード・ヘイズ (Edward Haies)                |
| ギアナの発見 (The Discovery of Guiana)                                                                                                   | ウォルター・ローリー                             |
| 第34巻: フランスとイギリスの哲学者、デカルト、ヴォルテール、ルソー、ホッブズ                                                             |                                                  |
| 方法序説 | ルネ・デカルト                                   |
| イギリス書簡 (Letters on the English) | ヴォルテール                                     |
| 人間不平等起源論 エミール | ジャン＝ジャック・ルソー                         |
| リヴァイアサン | トマス・ホッブズ                                 |
| 第35巻: 年代記と伝奇物語、フロワサール、マロリー、HOLINSHEAD                                                                             |                                                  |
| フロワサールの年代記 | ジャン・フロワサール                             |
| アーサー王の死・聖杯伝説 | トマス・マロリー                                 |
| (A Description of Elizabethan England)                                                                                                   | ウィリアム・ハリソン                             |
| 第36巻: マキャヴェッリ、モア、ルター |                                                  |
| 君主論 | ニッコロ・マキャヴェッリ                         |
| トマス・モアの人生 (The Life of Sir Thomas More)                                                                                         | ウィリアム・ロウパー (William Roper)             |
| ユートピア | トマス・モア                                     |
| 95ヶ条の論題 (Address to the Christian Nobility) キリスト者の自由                                                                        | マルティン・ルター                               |
| 第37巻: ロック、バークリー、ヒューム |                                                  |
| 教育論 (Some Thoughts Concerning Education)                                                                                              | ジョン・ロック                                   |
| ハイラスとフィロナスとの三つの対話 (Three Dialogues between Hylas and Philonous)                                                         | ジョージ・バークリー                             |
| 人間知性研究 (An Enquiry concerning Human Understanding)                                                                                 | デイヴィッド・ヒューム                           |
| 第38巻: ハーベー、ジェンナー、リスター、パスツール                                                                                       |                                                  |
| ヒポクラテスの誓い |                                                  |
| (Journeys in Diverse Places) | アンブロワーズ・パレ                             |
| 血液循環説 | ウイリアム・ハーベー                             |
| (The Three Original Publications on Vaccination Against Smallpox)                                                                        | エドワード・ジェンナー                           |
| (The Contagiousness of Puerperal Fever)                                                                                                  | オリバー・ウェンデル・ホームズ                   |
| (On the Antiseptic Principle of the Practice of Surgery)                                                                                 | ジョゼフ・リスター                               |
| 学術論文 (Scientific papers) | ルイ・パスツール                                 |
| 学術論文 (Scientific papers) | チャールズ・ライエル                             |
| 第39巻: 序文とプロローグ |                                                  |
| 第40巻: イギリス名詩選1: (チョーサー～グレイ)                                                                                            |                                                  |
| 第41巻: イギリス名詩選2: (コリンズ～フィッツジェラルド)                                                                                  |                                                  |
| 第42巻: イギリス名詩選3: (テニソン～ホイットマン)                                                                                        |                                                  |
| 第43巻: アメリカの歴史文書 |                                                  |
| 第44巻: 聖典1 |                                                  |
| 儒教: 孔子の言葉 |                                                  |
| ユダヤ教: ヨブ記、詩篇、コヘレトの言葉                                                                                                   |                                                  |
| キリスト教1: ルカによる福音書、使徒行伝                                                                                                  |                                                  |
| 第45巻: 聖典2 |                                                  |
| キリスト教2：コリント人への第一の手紙、コリント人への第二の手紙、聖歌                                                                    |                                                  |
| 仏教: 経典 |                                                  |
| ヒンドゥー教: バガヴァッド・ギーター |                                                  |
| モハメッド: クルアーンからの章 |                                                  |
| 第46巻: エリザベス朝の演劇1 |                                                  |
| エドワード2世 | クリストファー・マーロウ                         |
| ハムレット リア王 マクベス テンペスト | ウィリアム・シェイクスピア                       |
| 第47巻: エリザベス朝の演劇2 |                                                  |
| 靴屋の休日 (The Shoemaker's Holiday) | トーマス・デッカー (Thomas Dekker)               |
| アルケミスト／錬金術師 (The Alchemist)                                                                                                   | ベン・ジョンソン                                 |
| フィラスター (Philaster) | ボーモントとフレッチャー (Beaumont and Fletcher) |
| マルフィ公爵夫人 (The Duchess of Malfi)                                                                                                  | ジョン・ウェブスター                             |
| (A New Way to Pay Old Debts) | フィリップ・マシンガー (Philip Massinger)        |
| 第48巻: パンセ、パスカル |                                                  |
| パンセ 手紙 (letters) | ブレーズ・パスカル                               |
| 第49巻: 叙事詩と冒険物語 |                                                  |
| ベオウルフ |                                                  |
| ローランの歌 |                                                  |
| (The Destruction of Dá Derga's Hostel)                                                                                                   |                                                  |
| ヴォルスンガ・サガ ニーベルンゲンの歌 |                                                  |
| 第50巻: 入門書、手引書、索引 |                                                  |
| 第51巻: 講義 |                                                  |

## ハーバード・クラシクス フィクションの棚(The Harvard Classics Shelf of Fiction)
- 第1巻: ヘンリー・フィールディング1
  - トム・ジョーンズ 第1部 (ヘンリー・フィールディング)
- 第2巻: ヘンリー・フィールディング2
  - トム・ジョーンズ 第2部 (ヘンリー・フィールディング)
- 第3巻: ローレンス・スターン
  - A Sentimental Journey (ローレンス・スターン)
- 第4巻: ウォルター・スコット
  - Guy Mannering (ウォルター・スコット)
- 第5巻: ウィリアム・メイクピース・サッカレー1
  - 虚栄の市 第1部 (ウィリアム・メイクピース・サッカレー)
- 第6巻: ウィリアム・メイクピース・サッカレー2
  - 虚栄の市 第2部 (ウィリアム・メイクピース・サッカレー)
- 第7巻: チャールズ・ディケンズ1
  - デイヴィッド・コパフィールド 第1部 (チャールズ・ディケンズ)
- 第8巻: チャールズ・ディケンズ2
  - デイヴィッド・コパフィールド 第2部 (チャールズ・ディケンズ)
- 第9巻: ジョージ・エリオット
  - The Mill on the Floss(フロッス湖畔の水車小屋) (ジョージ・エリオット)
- 第10巻: ホーソーン
  - 緋文字 (ナサニエル・ホーソーン)
- 第11巻: ヘンリー・ジェイムズ
  - The Portrait of a Lady (ヘンリー・ジェイムズ)
- 第12巻: ヴィクトル・ユーゴー
  - ノートルダム・ド・パリ (ヴィクトル・ユーゴー)
- 第13巻: バルザック
  - ゴリオ爺さん (オノレ・ド・バルザック)
- 第14巻: ゲーテ
  - ヴィルヘルム・マイスターの修業時代 (ゲーテ)
- 第15巻: ゲーテ
  - 若きウェルテルの悩み (ゲーテ)
- 第16巻: レフ・トルストイ1
  - アンナ・カレーニナ 第1部 (レフ・トルストイ)
- 第17巻: レフ・トルストイ2
  - アンナ・カレーニナ 第2部 (レフ・トルストイ)
- 第18巻: フョードル・ドストエフスキー
  - 罪と罰 (フョードル・ドストエフスキー)
- 第19巻: イワン・ツルゲーネフ
  - Home of the Gentry (イワン・ツルゲーネフ)
- 第20巻: Valera
  - Pepita Jiménez (Juan Valera)